# Tarenna vanprukii
Tarenna vanprukii är en måreväxtart som beskrevs av William Grant Craib. Tarenna vanprukii ingår i släktet Tarenna och familjen måreväxter. Inga underarter finns listade i Catalogue of Life.